# Усовский, Алексей Васильевич
Алексей Васильевич Усовский (1798—?) — декабрист (член Общества соединённых славян).

## Биография
Происходил из дворян Полтавской губернии; родился в 1798 году в Переяславле, где его мать имела «дом и несколько душ крестьян». С 6 сентября 1814 года воспитывался во 2-м кадетском корпусе; унтер-офицер с 4 ноября 1818 года. Был выпущен 30 января 1821 года прапорщиком и оставлен при корпусе; подпоручик с 22 мая 1822 года. Был переведён поручиком в Полтавский пехотный полк 3 января 1823 года., с 4.11.1825 в отпуске.
В 1824 году стал членом Общества соединенных славян.
С 4 ноября 1825 года был в отпуске, «там приболел и задержался — аж до весны, когда по возвращении в полк был арестован» 18 марта 1826 года и доставлен в Главную квартиру 1-й армии. По заключению Следственной комиссии при 1-й армии по высочайшему повелению 15 декабря 1826 года был предан полевому суду при 1-й армии. Только 17 февраля 1827 года решение суда утвердил Николай I —  лишён чинов, дворянства и приговорен к ссылке в каторжные работы на 20 лет. Затем он был поставлен перед полком на эшафот и палач преломил над его головою шпагу.
Для отправки на каторгу в Сибирь, из местечка Корца в апреле 1827 года он был доставлен в Новгород-Волынский, — и это последнее, что о нём известно. 